# خواهر بزرگتر (فیلم ۱۹۶۹)
خواهر بزرگتر (به هندی: Badi Didi) و (به انگلیسی: Elder Sister) فیلمی هندی محصول سال ۱۹۶۹ و به کارگردانی نارندرا سوری است. در این فیلم بازیگرانی همچون جیتندرا، ناندا، محمود علی، اوم پراکاش، آریونا ایرانی، لیلا چیتنیس و نظیر حسین ایفای نقش کرده‌اند.